# Yoris Grandjean
Yoris Grandjean (ur. 20 marca 1989 w Liège) – belgijski pływak, specjalizujący się głównie w stylu dowolnym.
Brązowy medalista mistrzostw Europy na krótkim basenie z Chartres (2012) oraz Herning (2013) w sztafecie 4 x 50 m stylem dowolnym. Trzykrotny medalista mistrzostw świata juniorów.
Uczestnik igrzysk olimpijskich w Pekinie na 50 (28. miejsce) i 100 m stylem dowolnym (19. miejsce).